# Liste der Einträge im National Register of Historic Places im Archuleta County

Lage des Archuleta Countys in Colorado

Die Liste der Einträge im National Register of Historic Places im Archuleta County in Colorado führt die Bauwerke und historischen Stätten im Archuleta County auf, die in das National Register of Historic Places aufgenommen wurden.

## Legende
| NRHP | Historic Place             |
| HD   | Historic District          |
| NHL  | National Historic Landmark |

Archuleta County
| [ 2 ] | Name                                            | Bild                                            | Eintragsdatum                 | Lage                                                                                            | Ort          | Beschreibung                                                               |
| ----- | ----------------------------------------------- | ----------------------------------------------- | ----------------------------- | ----------------------------------------------------------------------------------------------- | ------------ | -------------------------------------------------------------------------- |
| 1     | Chimney Rock Archeological Site                 | Chimney Rock Archeological Site                 | 25. Aug. 1970 ID-Nr. 70000153 | hinter dem U.S. Highway 160, südöstlich der Ortschaft Chimney Rock 37° 11′ 40″ N, 107° 18′ 4″ W | Chimney Rock | Archäologische Stätte                                                      |
| 2     | Denver & Rio Grande Railroad San Juan Extension | Denver & Rio Grande Railroad San Juan Extension | 16. Feb. 1973 ID-Nr. 73000462 | Zwischen Antonito und Chama (New Mexico) via Cumbres Pass 36° 51′ 56″ N, 106° 23′ 56″ W         | Antonito     | heute sogenannte „scenic railway (the Cumbres and Toltec Scenic Railroad)“ |
| 3     | Labo Del Rio Bridge                             | Labo Del Rio Bridge                             | 24. Juni 1985 ID-Nr. 85001399 | County Road F40 über dem Piedra River 37° 4′ 33″ N, 107° 24′ 17″ W                              | Arboles      |                                                                            |